# چاوشویچی
چاوشویچی (به صربی: Čauševići) یک روستا در صربستان است که در پریژپولجه واقع شده‌است. چاوشویچی ۱۳۲ نفر جمعیت دارد.